# Comuna Steșciîna, Poliske
Steșciîna (în ucraineană Стещина) este o comună în raionul Poliske, regiunea Kiev, Ucraina, formată din satele Kalînivka și Steșciîna (reședința).

## Demografie
Componența lingvistică a comunei Steșciîna
     Ucraineană (97,38%)
     Rusă (2,62%)
Conform recensământului din 2001, majoritatea populației comunei Steșciîna era vorbitoare de ucraineană (97,38%), existând în minoritate și vorbitori de rusă (2,62%).